# Jurij Horbunow
Jurij Mykołajowycz Horbunow (ukr. Ю́рій Микола́йович Горбуно́в, ur. 24 sierpnia 1970 w Nowym Rozdole) – ukraiński aktor, prezenter i producent telewizyjny.

## Życiorys
Jest absolwentem Kijowskiego Narodowego Uniwersytetu Teatralnego, Kinowego i Telewizyjnego im. Iwana Karpenki-Karego.
W 1998 zadebiutował jako prezenter telewizyjny, prowadząc program Tri krapki emitowany przez Perszyj kanał. W następnych latach był związany z Nowym kanałem i stacją STB. Od 2006 pracuje w 1+1, gdzie prowadził m.in. programy: Snidanok z 1+1, Tanci z zirkamy (2006–2007, od 2017), GPU (2010) czy Ja lublu Ukrainu (2012).

## Filmografia

### Filmy i seriale
- 2003: Zawtra budie zawtra (Завтра буде завтра) – jako milicjant Mykoła
- 2003: Niebo w goroszok (Небо в горошок)
- 2006: Wowczicia (Вовчиця) — jako ginekolog-położnik
- 2006: Kaktus i Ołena (Кактус і Олена) — jako Maruczok, major milicji
- 2008: Roman wychidnoho dnia (Роман вихідного дня) — jako pracownik agencji rytualnej
- 2009: Wahoma pidstawa dla wbywstwa
- 2009: Dojarka z Chacapetiwki 2: Wyklik doli (Доярка з Хацапетівки 2: Виклик долі)
- 2009: Jiji serce (Її серце) — jako Borys Semenowicz
- 2009: Czerwona szapoczka (Червона шапочка) — jako Charles Perrault
- 2010: Tilky lubow (Тільки любов)
- 2011: Ponczyk Lusia (Пончик Люся) — jako adwokat
- 2015: Ostannij moskal (Останній москаль) — jako Iwan
- 2016: Ostannij moskal. Sudnij dien (Останній москаль. Судний день) — jako Dmitro
- 2016: Seło na miljon (Село на мільйон) — jako ojciec Lubomir
- 2018: Suwenir z Odesy (Сувенір з Одеси) — jako Jasza Cuker